# Зіль (озеро)
Зіль (Зільзее; нім. Sihlsee, фр. Lac de Sihl) — штучне озеро (великий став) у Швейцарії.
Озеро Зіль розташоване поблизу містечка Айнзідельн на території кантона Швіц. 
Озерне плесо міститься на висоті 889 м над рівнем моря. Площа озера — 11,3 км², максимальна глибина сягає 17 метрів.
Зіль є найбільшим штучним озером Швейцарії за розмірами — максимальна довжина 8,5 км при максимальній ширині 2,5 км. 
Створення озера проєктувалось починаючи від 1932 року, а гребля та гідроелектростанція були зведені за 4 роки — у 1936 році.